# Il rosa nudo
Il rosa nudo è un film sperimentale del 2013 scritto e diretto da Giovanni Coda e ispirato alla vita di Pierre Seel.

## Trama
Arrestato dai nazisti all'età di 17 anni con l'accusa di omosessualità, Pierre Seel venne internato in vari campi di concentramento. Deportato nel campo di concentramento di Vorbruck-Schirmeck, torturato e violentato, fu costretto ad assistere impotente all'atroce morte del suo compagno. Alla liberazione non parlò con nessuno della sua drammatica esperienza, si sposò ed ebbe tre figli.
Nel 1982, indignato dai violenti attacchi contro i gay da parte del vescovo di Strasburgo, decise di scrivere la sua autobiografia e di denunciare le atrocità subite. Nel film vengono ricordate le testimonianze di altre vittime della persecuzione nazista contro gli omosessuali e gli esperimenti pseudo-scientifici ai quali molti di loro vennero sottoposti da parte del medico delle SS Carl Peter Vaernet.

## Produzione
Il film è stato girato a Quartu Sant'Elena e a Siliqua, in Sardegna

## Distribuzione
È stato proiettato in anteprima nazionale all'edizione 2013 del Torino GLBT Film Festival - Da Sodoma a Hollywood. Il rosa nudo è stato inserito quale evento speciale, "per il suo alto valore artistico, storico e morale", all'interno della 7ª edizione del Queer Lion Award nel corso della 70ª mostra internazionale d'arte cinematografica di Venezia 2013.. Ha partecipato all'interno della selezione ufficiale ai festival Torino GLBT Film Festival 2013, Florence Queer Festival 2013, Festival del Cinema dei Diritti Umani di Napoli 2013, Macon Film Festival 2014, Athens International Film + Video Festival 2014, KASHIS Mumbai International Queer Film Festival 2014, 28º Festival Mix Milano, Perlen Film Festival Hannover, CLIFF - Castlemaine Local and International Film Festival 2014, Salento LGBT Film Fest 2014,

## Riconoscimenti
- 2013 - Social Justice Film Festival
  - Gold Jury Prize, premio per il miglior lungometraggio
- 2014 - Gothenburg Indie Film Fest
  - Film For Peace Award
- 2014 - Melbourne Underground Film Festival
  - Best International Film Award
- 2014 - Accolade Competition
  - Award of Excellence
- 2014 - Documentary & Short International Movie Award
  - Gold Award
- 2014 - Columbus International Film & Video Festival
  - Bronze Plaque Award
- 2014 - International Film and Photography Festival
  - Diamond Award
- 2014 - Omovies
  - Primo premio miglior lungometraggio fiction
- 2015 - Mexico International Film Festival
  - Bronze Palm Award Narrative Feature